# Deutsches Wochenblatt am Rio de la Plata
Das Deutsche Wochenblatt am Rio de la Plata erschien in Montevideo von 1883 bis 1884.

## Geschichte
Anfang Juni erschien die erste Ausgabe des Deutschen Wochenblatts am Rio de la Plata als erste bekannte deutschsprachige Zeitung in Uruguay. Herausgeber war der Schweizer Wilhelm J. Boeni.
Sie berichtete vor allem  aus der Region, aber auch aus anderen Ländern, es gab ein Feuilleton mit Fortsetzungsroman, wissenschaftliche Beiträge und mehr. Ende 1883 berichtete sie über einen erneuten Fall von Mädchenhandel aus Deutschland und der Schweiz nach Uruguay und Argentinien.
Am 31. Mai 1884 erschien die letzte Ausgabe. Bereits drei Jahre später war das Bestehen dieser Zeitung  bei einigen Deutschen in Uruguay unbekannt. Am 1. September 1887 erschien ein Uruguayisches Wochenblatt durch Eduard Guttzeit, von dem aber nur die erste Ausgabe bekannt ist.